# Hůrka u Hranic
Hůrka u Hranic je národní přírodní rezervace v městské části Hranice I-Město v Hranicích v okrese Přerov v Olomouckém kraji v pohoří Maleník. Oblast spravuje AOPK ČR, regionální pracoviště Olomoucko.

## Předmět ochrany
Důvodem ochrany je zachování květeny, zvířeny a krasových jevů. Prostor rezervace zahrnuje vrchol a významnou část svahů stejnojmenného 370 metrů vysokého vrchu, spadajícího do Podbeskydské pahorkatiny.
Součástí národní přírodní rezervace Hůrka u Hranic jsou Hranická propast s Hranickým jezírkem, zřícenina hradu Svrčov, vyhlídka U Svatého Jana, naučná stezka Kolem Hranické propasti a červeně značená turistická stezka v délce 4 km.

## Flóra
Stromové patro tu zastupují především habr obecný (Carpinus betulus), dub letní (Quercus robur), dub zimní (Quercus petraea), lípa malolistá (Tilia cordata), javory (Acer), jasan ztepilý (Fraxinus excelsior), místy zde rostou buk lesní (Fagus sylvatica), jedle bělokorá (Abies alba), borovice lesní (Pinus sylvestris). Nepůvodní druhy jsou zde borovice vejmutovka (Pinus strobus), trnovník akát (Robinia pseudoacacia), smrk ztepilý (Picea abies).
Z bylinného patra zde najdeme sasanku hajní (Anemone nemorosa), prvosenku vyšší (Primula elatior), hvězdnatec zubatý (Hacquetia epipactis), lýkovec jedovatý (Daphne mezereum), okrotici bílou (Cephalanthera damasonium), zapalici žluťuchovitou (Isopyrum thalictroides), plicník tmavý (Pulmonaria obscura), bažanku vytrvalou (Mercurialis perennis), konvalinku vonnou (Convallaria majalis), barvínek menší (Vinca minor), břečťan popínavý (Hedera helix), lilii zlatohlavou (Lilium martagon). V kulmské části převládají v podrostu lipnice hajní (Poa nemoralis), metlička křivolaká (Avenella flexuosa), bika bělavá (Luzula luzuloides), kručinka německá (Genista germanica), kručinka barvířská (Genista tinctoria), jestřábník zední (Hieracium murorum), jestřábník savojský (Hieracium sabaudum), pstročka dvoulistého (Maianthemum bifolium) a další. Na skalních terasách, výchozech a v mezerách najdeme sleziník severní (Asplenium septentrionale), sleziník červený (Asplenium trichomanes), marunek barvířský (Cota tinctoria), česnek chlumní (Allium senescens), česnek kulatohlavý (Allium sphaerocephalon), bělozářku větvitou (Anthericum ramosum), zběhovec lesní (Ajuga genevensis), klinopád obecný (Clinopodium vulgare) a dobromysl obecnou (Origanum vulgare).

## Fauna
Z drobných korýšů zde můžeme najít klanonožce plazivku pramennou, blešivec, Buchanky (Cyclopoida). Z řad Plžů zde najdeme například vřetenatku nadmutou (Vestia turgida), plamatku lesní (Arianta arbustorum), sklovatku rudou (Daudebardia rufa), vřetenovku hladkou (Cochlodina laminata), kuželovku skalní (Pyramidula pusilla), vlahovku narudlou (Monachoides incarnatus), srstnatku jednozubou (Petasina unidentata), plzáka hnědého (Arion subfuscus), podkornatku žíhanou (Lehmannia marginata). Z ptactva zde nalezneme více než 60 druhů například kavku obecnou (Coloeus monedula), poštolku obecnou (Falco tinnunculus) výjimečně i krkavce velkého (Corvus corax) dále zde hnízdí jestřáb lesní (Astur gentilis), holub doupňák (Columba oenas), krutihlav obecný (Jynx torquilla), datel černý (Dryocopus martius), strakapoud prostřední (Dendrocopos medius), konipas horský (Motacilla cinerea), pěnice vlašská (Sylvia nisoria), králíček obecný (Regulus regulus), šoupálek krátkoprstý (Certhia brachydactyla) a žluva hajní (Oriolus oriolus). Savců je zde registrováno 18 druhů, zejména ohrožená veverka obecná (Sciurus vulgaris) v obou zbarveních dále pak netopýr velký (Myotis myotis), netopýr rezavý (Nyctalus noctula), netopýr hvízdavý (Pipistrellus pipistrellus).

## Galerie

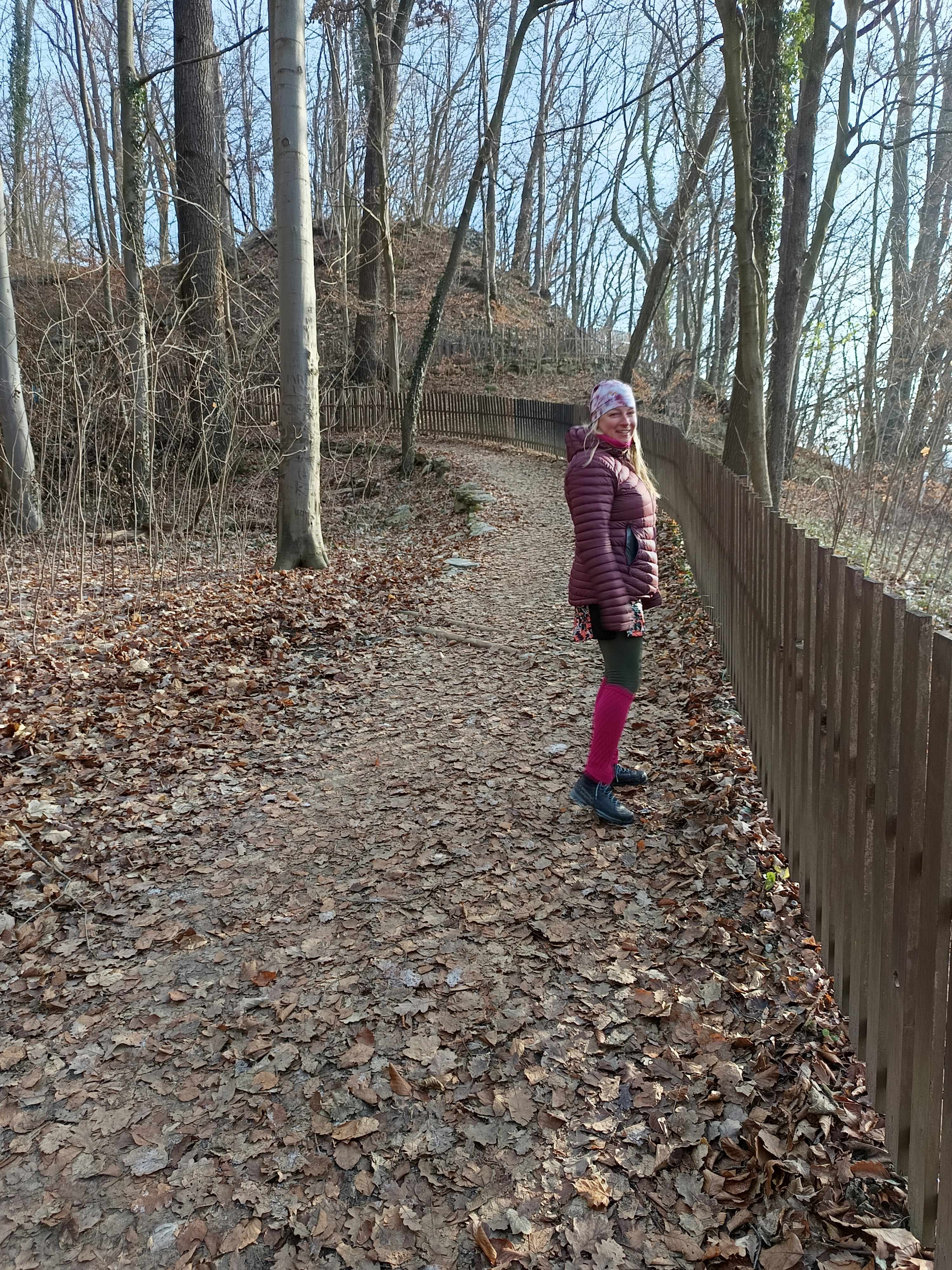
Cesta směrem k Hranické propasti
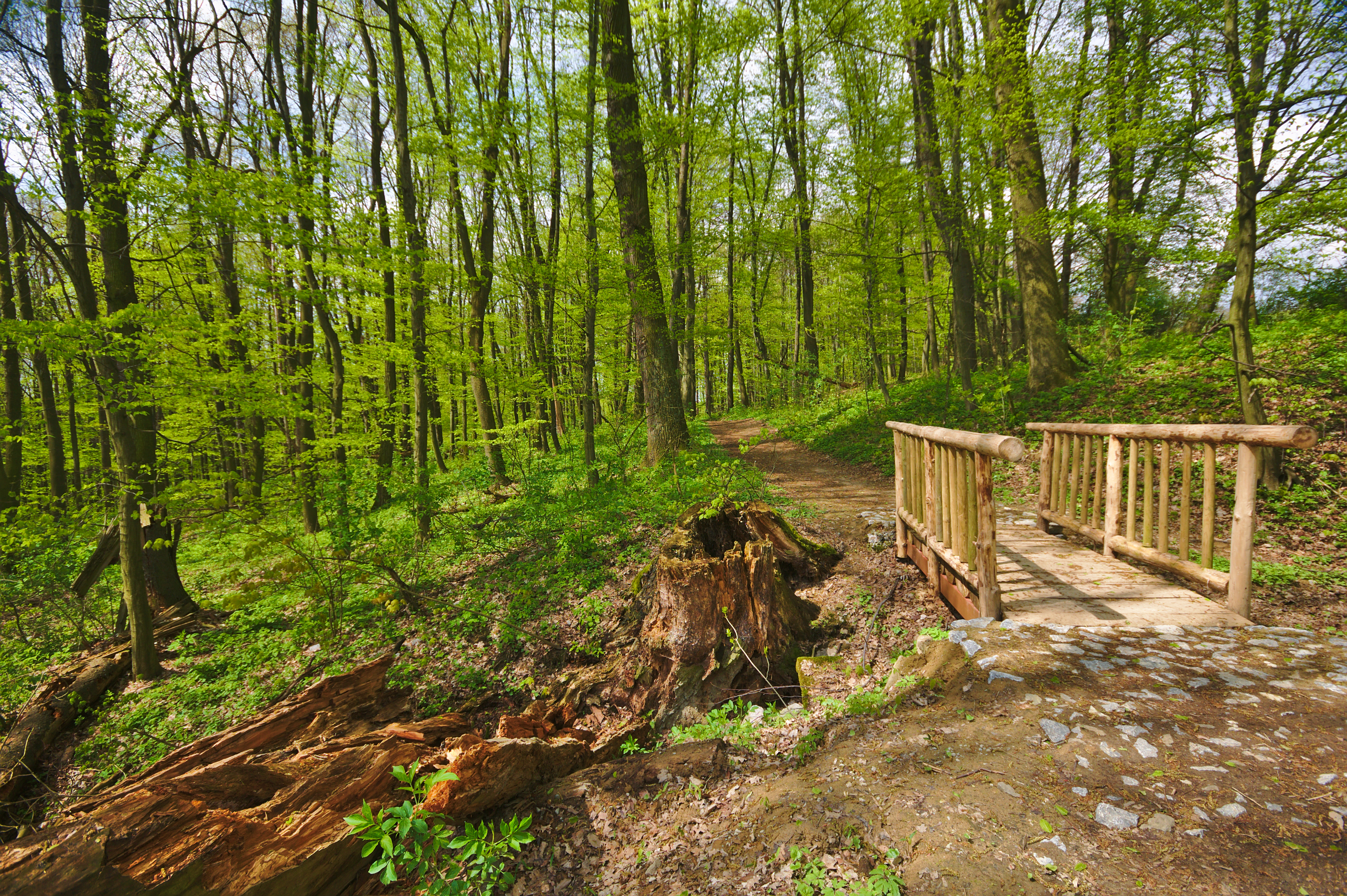
Značená turistická trasa v horní části NPR s novým mostem
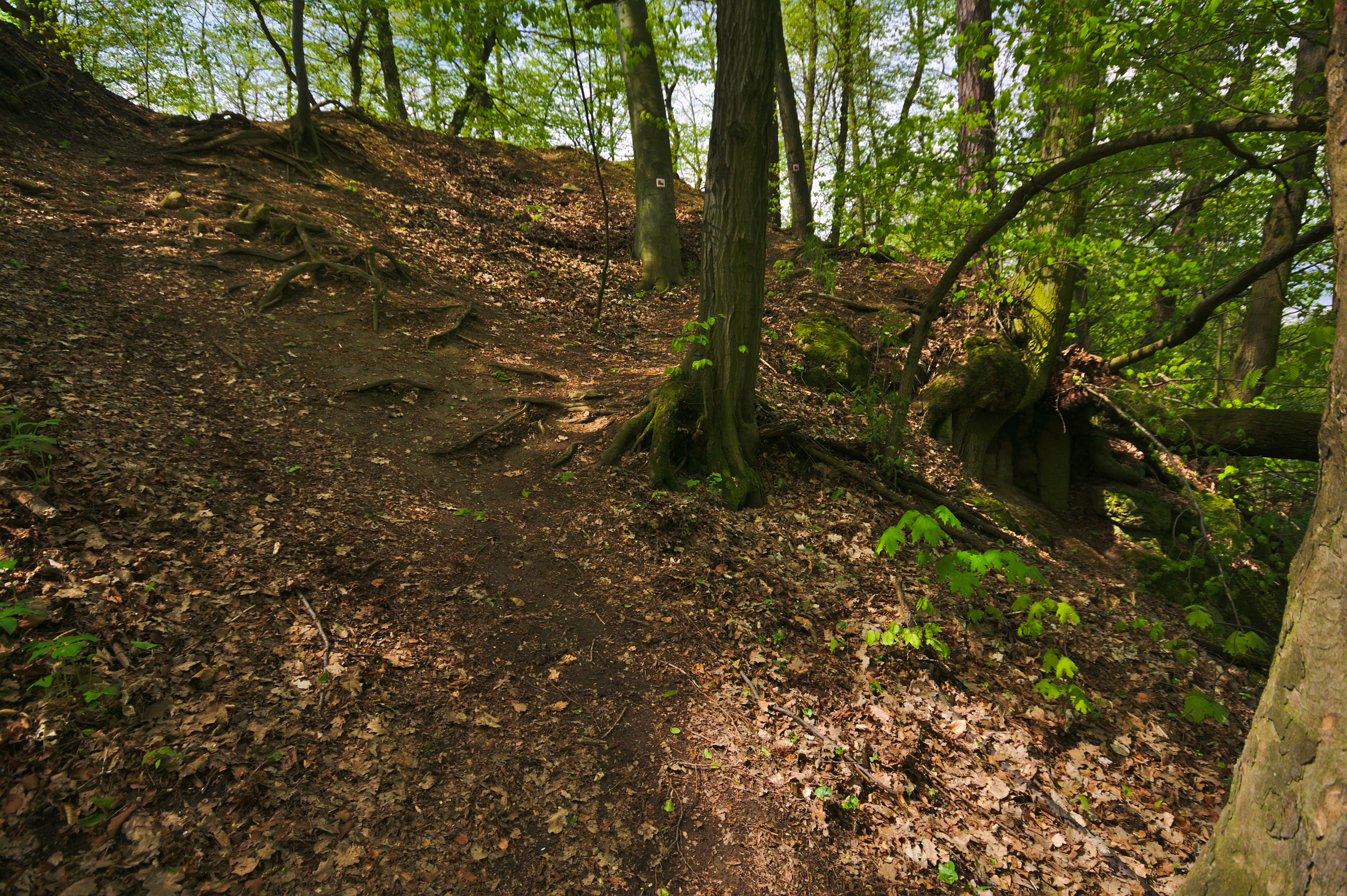
Terénní pozůstatky někdejšího hradu Svrčov
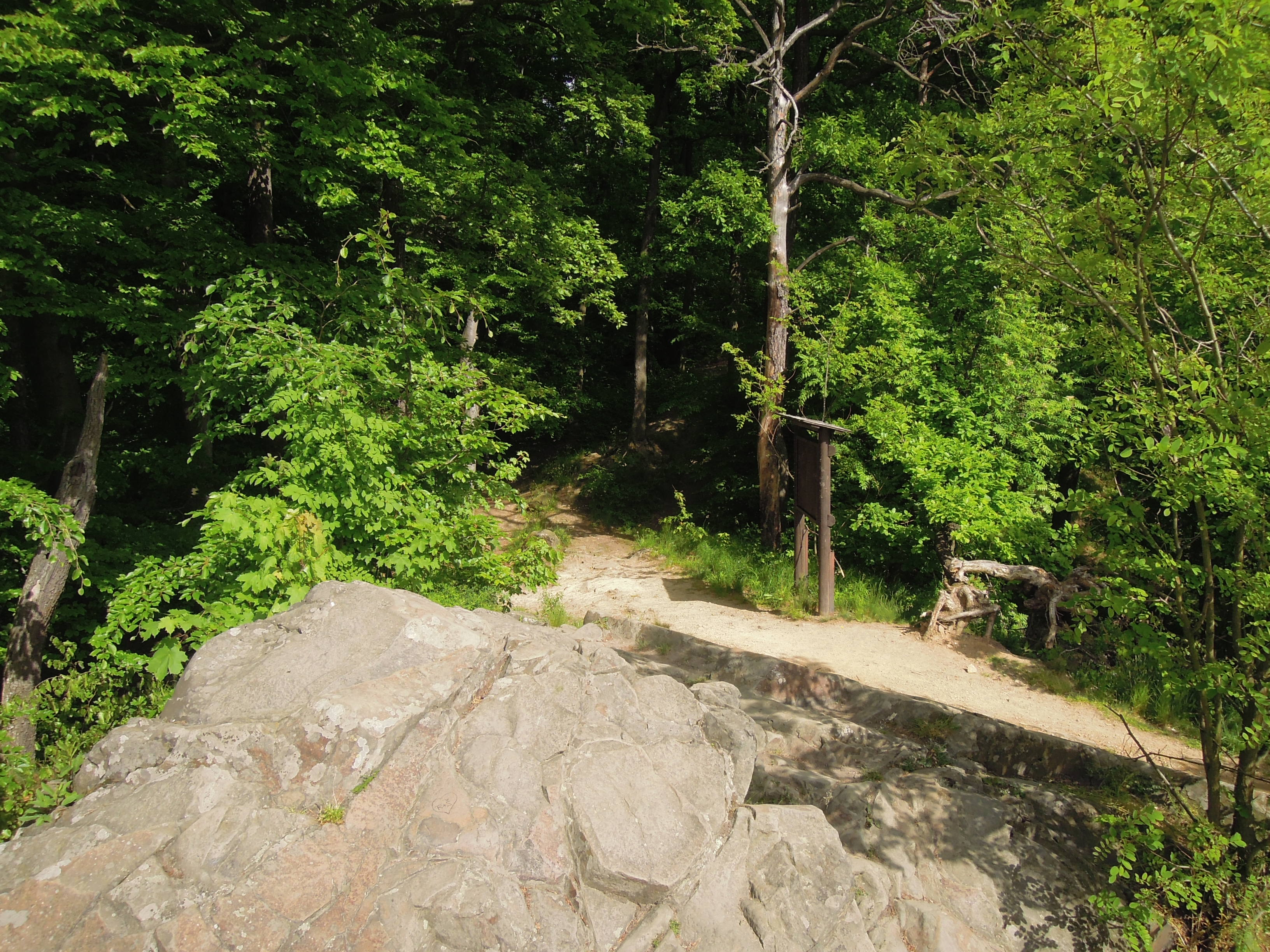
Vyhlídka U Svatého Jana
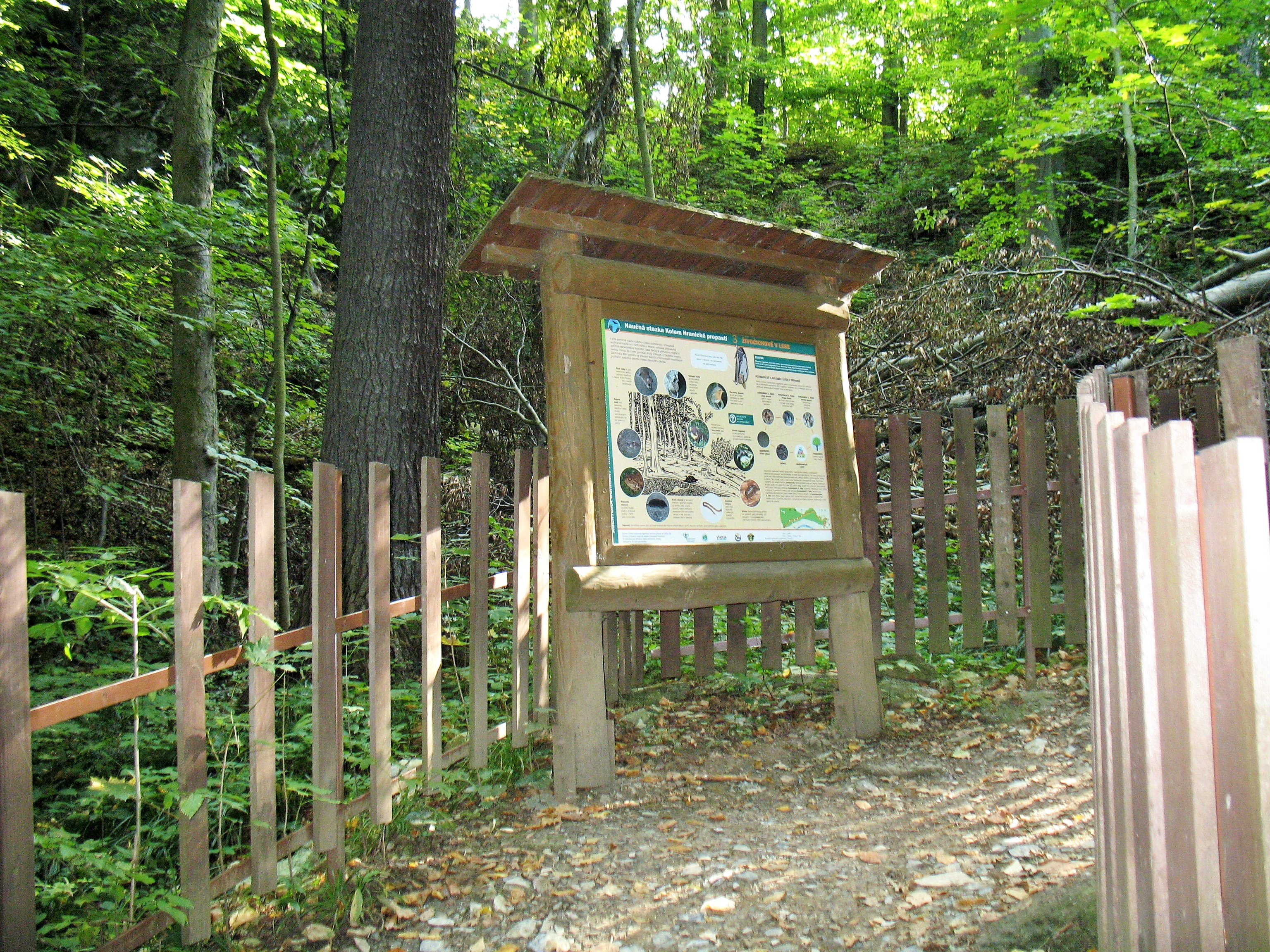
Naučná stezka Kolem Hranické propasti
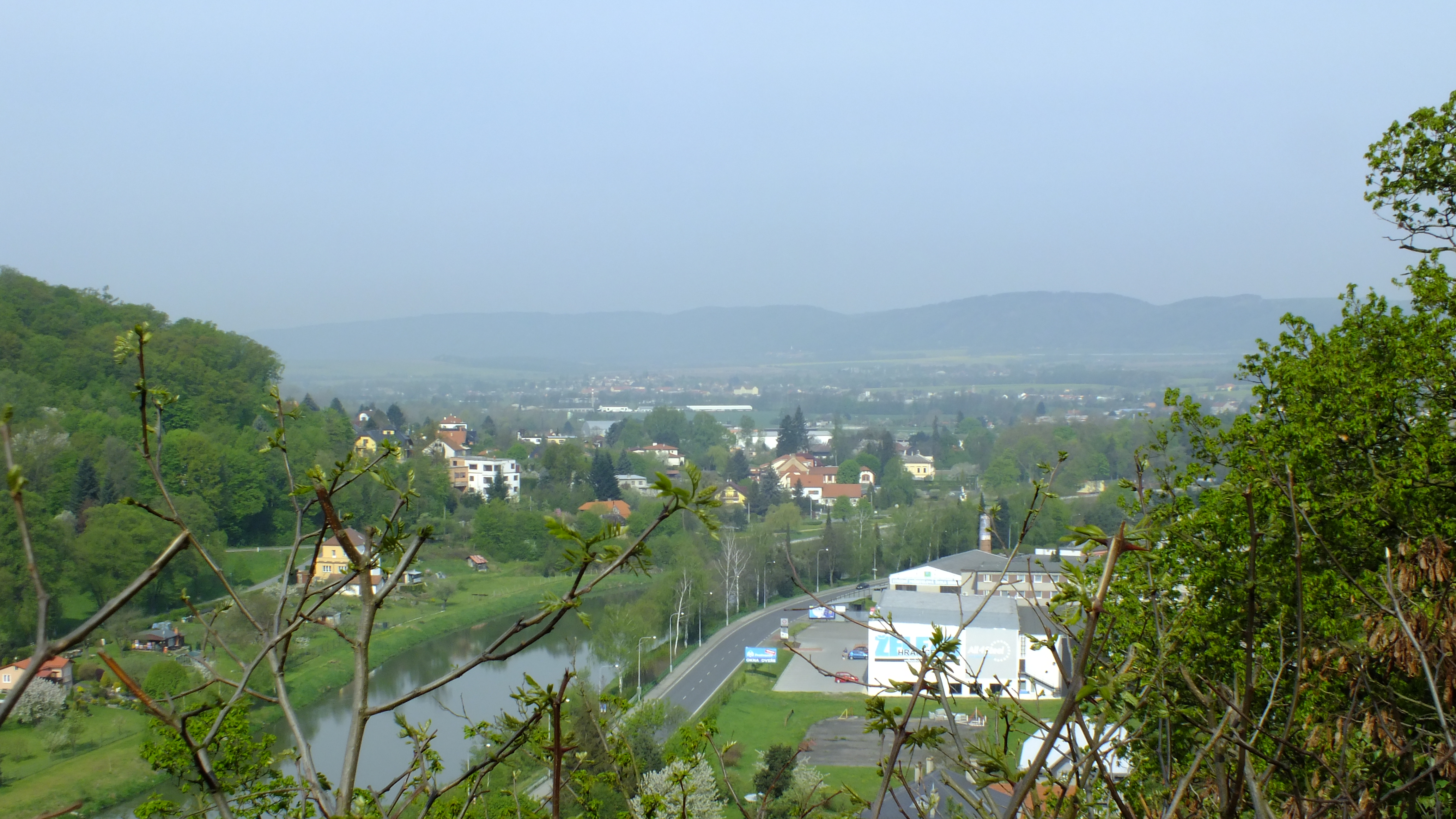
Výhled na Moravskou bránu z vyhlídky U Svatého Jana
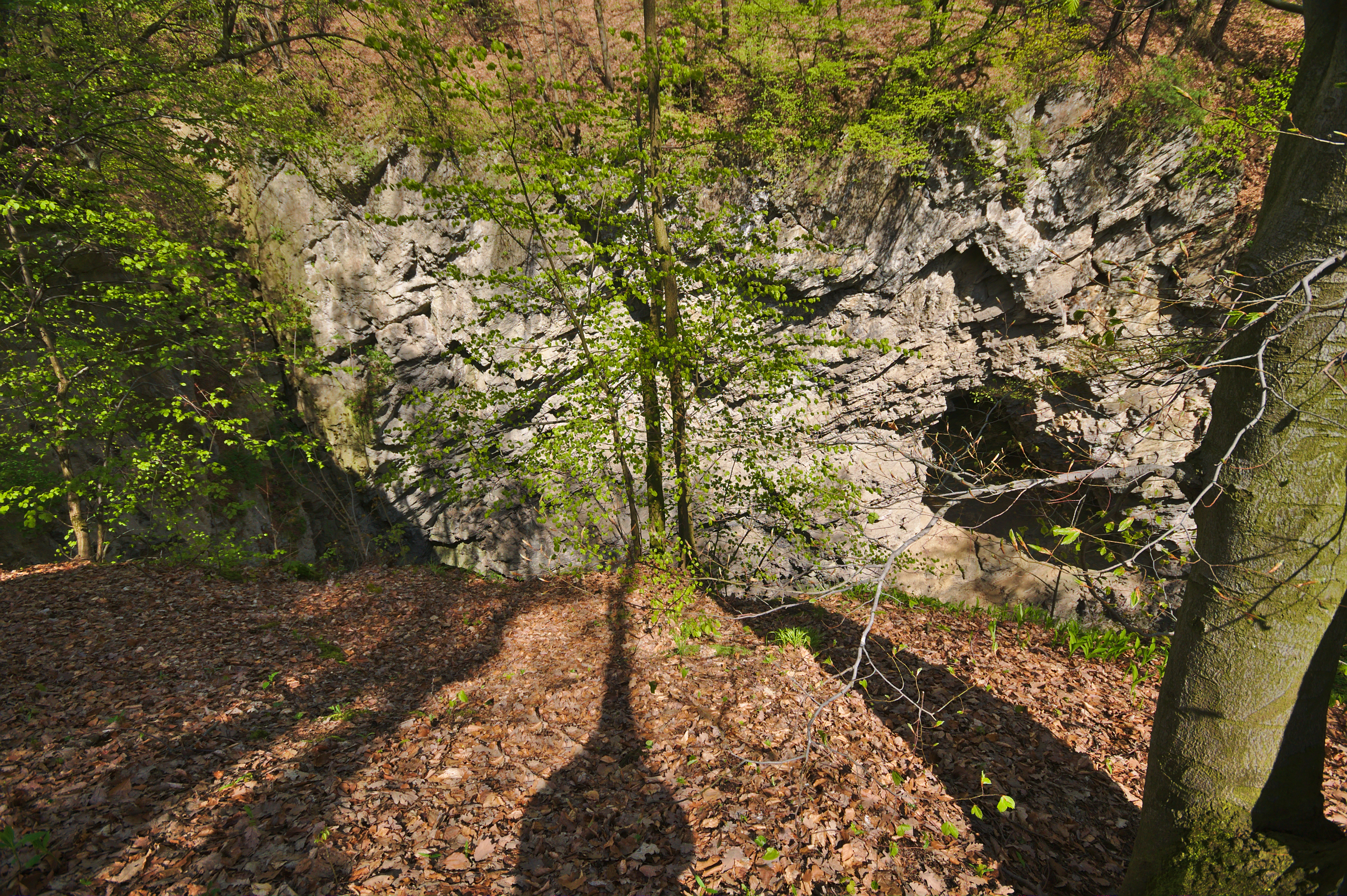
Hranická propast
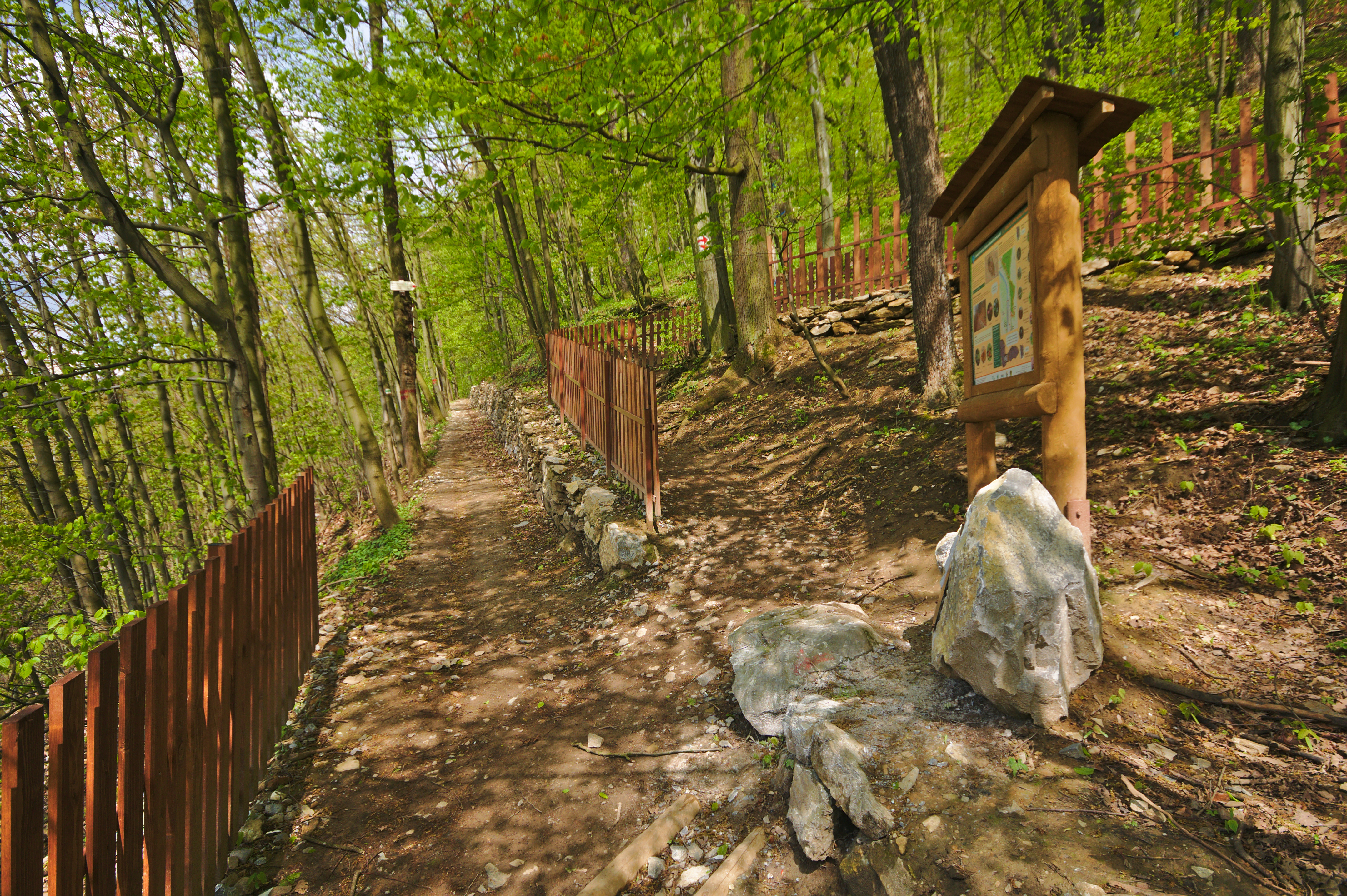
Informační tabule a spravená cestička
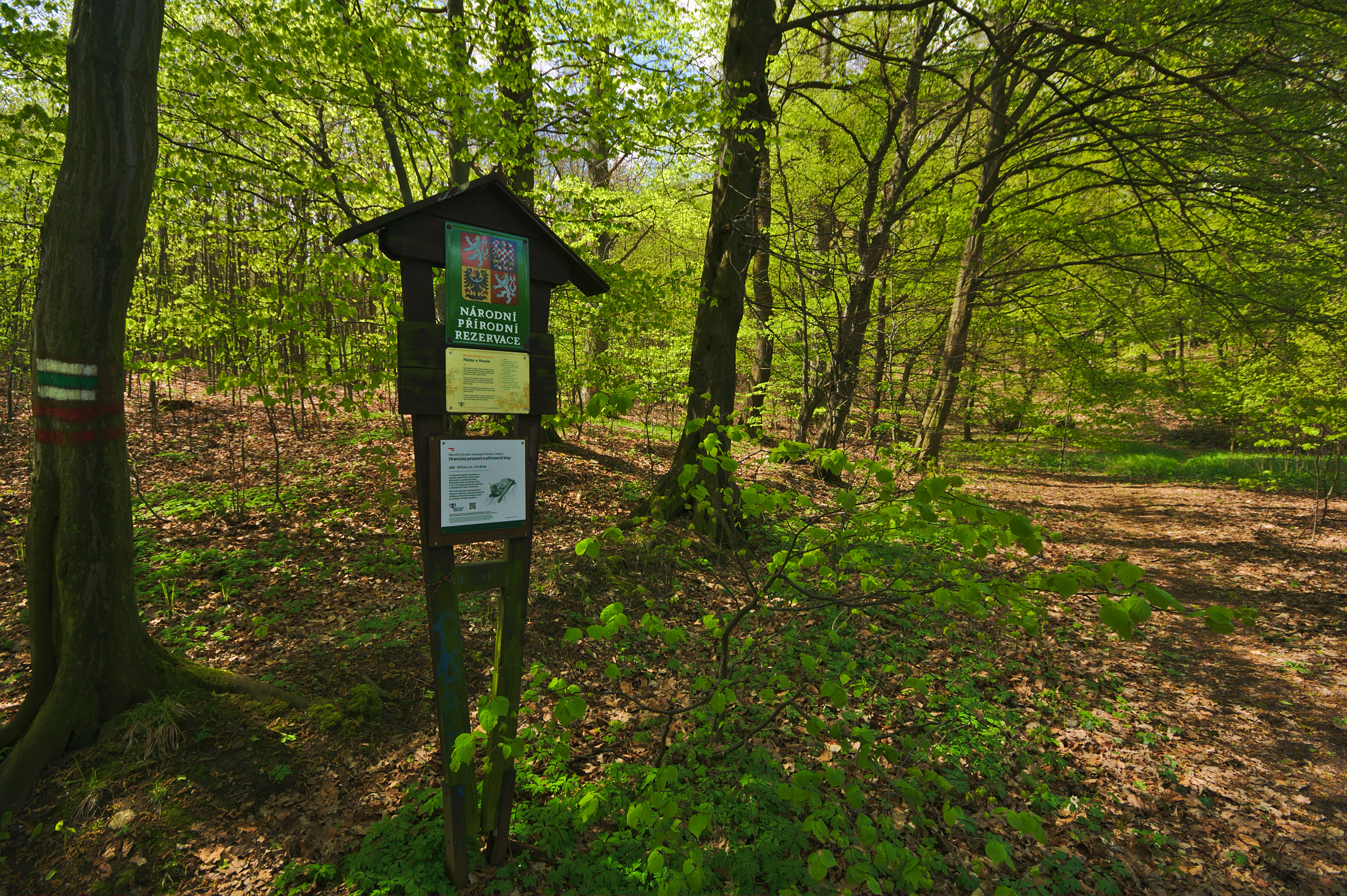
Hranice NPR
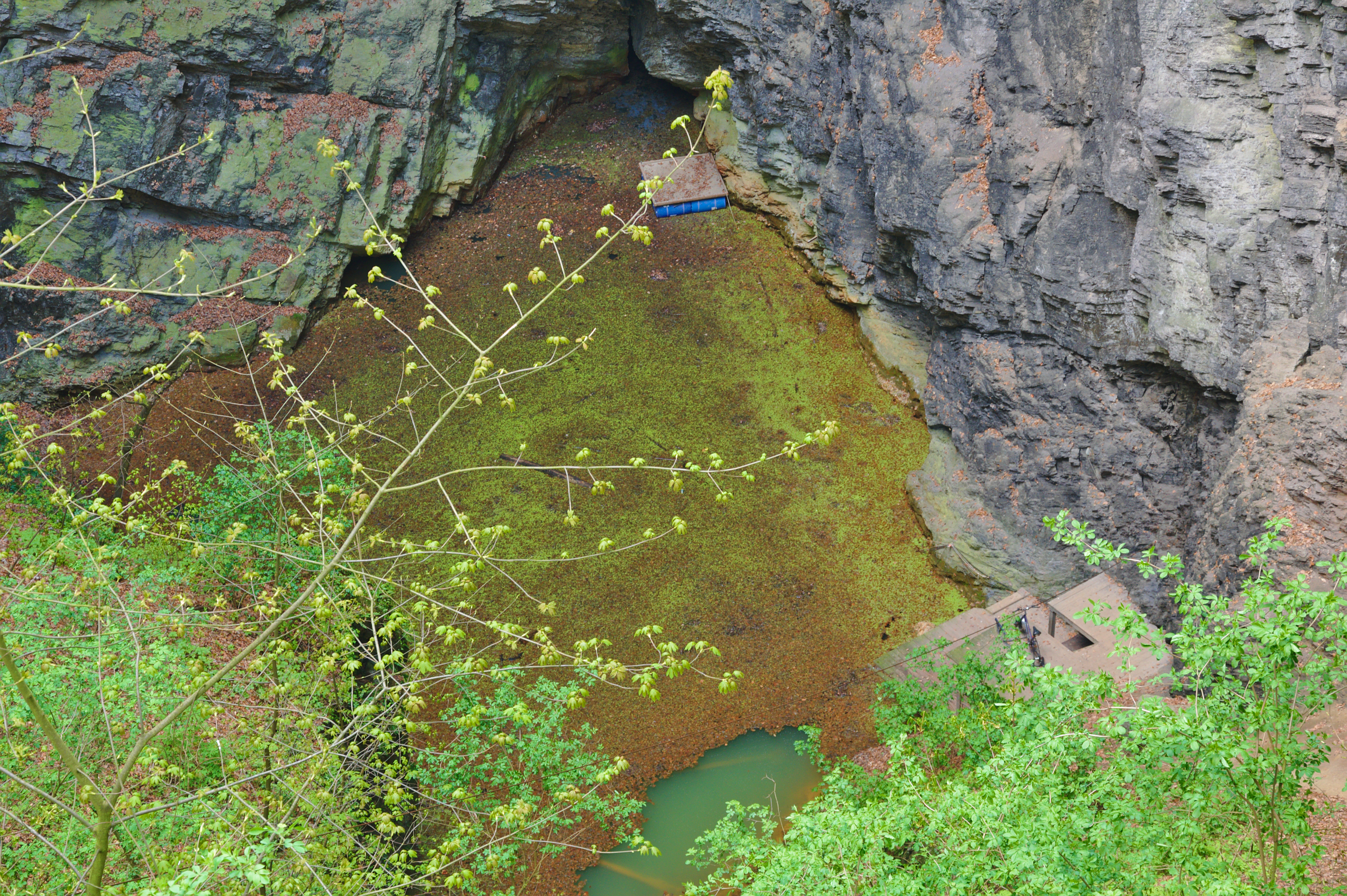
Hranické jezírko
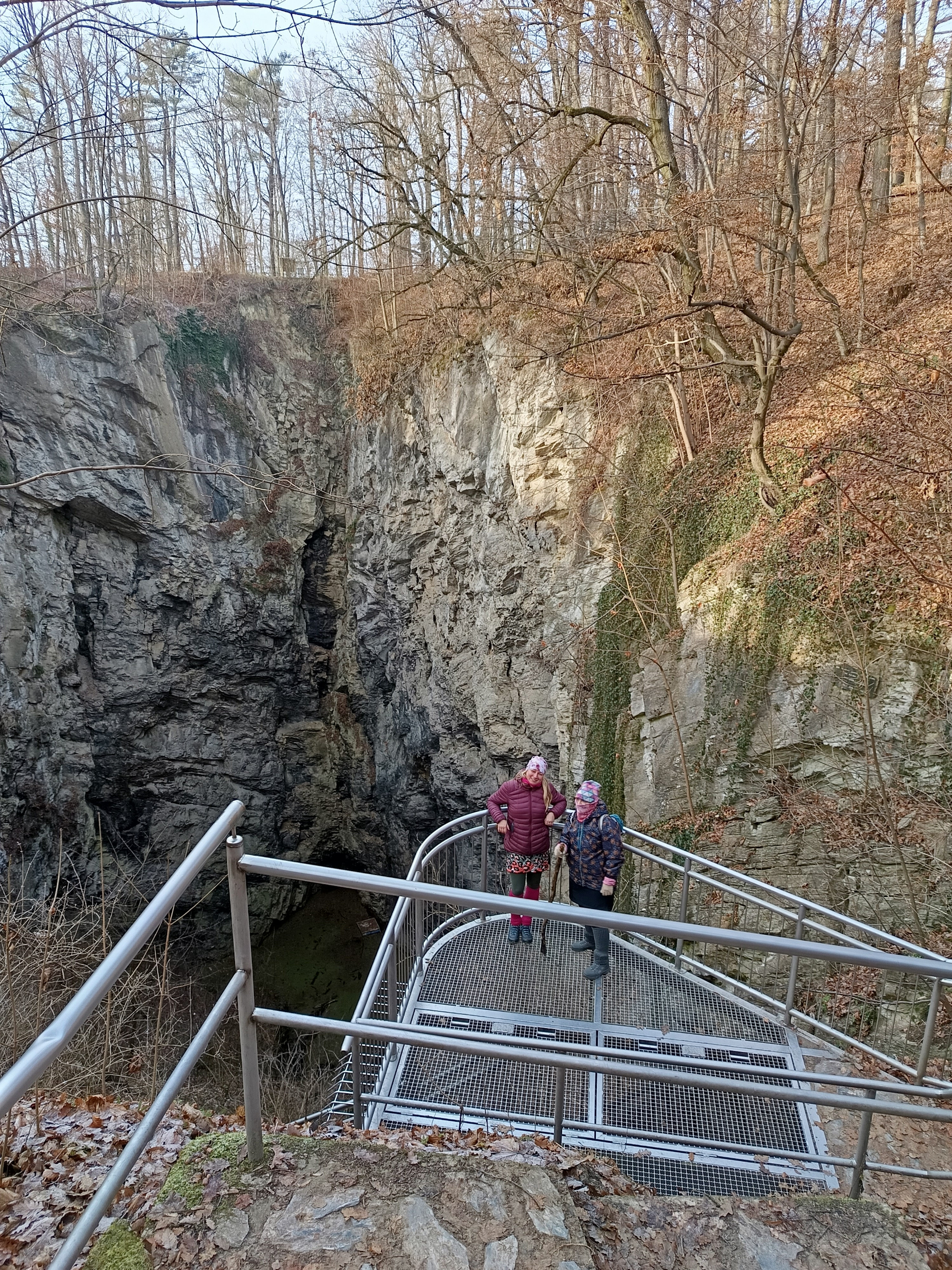
Vyhlídka nad Hranickou propastí